# دیک گرووز
دیک گرووز (انگلیسی: Dick Groves؛ زادهٔ ۱۹۰۹/۱۹۱۰) بازیکن فوتبال است.
از باشگاه‌هایی که در آن بازی کرده‌است می‌توان به باشگاه فوتبال بریستول راورز، باشگاه فوتبال تورکی یونایتد، باشگاه فوتبال ساوت‌همپتون، و باشگاه فوتبال پلیموث آرگیل اشاره کرد.